# Helton Arruda
Helton da Silva Arruda (São Gonçalo, 18 de maio de 1978) é um ex-futebolista brasileiro naturalizado português que atuava como goleiro.
Iniciou a carreira no Vasco da Gama e, posteriormente, transferiu-se para Portugal, onde defendeu a União de Leiria e o Porto. Pelo clube portuense, disputou mais de 300 partidas, sendo 299 pela Primeira Liga, ao longo de 14 temporadas, nas quais conquistou 18 títulos oficiais. Durante esse período, exerceu também a função de capitão da equipe e consolidou-se como um dos principais goleiros da história do clube.
Pela Seleção Brasileira, integrou o elenco campeão da Copa América de 2007.

## Carreira

### Início
Antes de iniciar a carreira profissional pelo Vasco da Gama, Helton tentou ingressar nas categorias de base de outros clubes como Fluminense e Flamengo, curiosamente rivais do seu primeiro time. Apesar de passar nos testes para ingressar nesses clubes, isto acabou por não se concretizar, pois dificuldades financeiras para participar dos treinos e um acidente em que caiu de um pé de Jamelão, tendo de ficar um ano parado para se recuperar de um coágulo na cabeça, o impediram de iniciar os treinos na escola do Flamengo.
Depois desse período, Helton tentou mais uma vez ingressar nas divisões de base de um clube, agora no São Cristóvão, mesmo clube onde Ronaldo Fenômeno marcou os seus primeiros gols ainda na categoria infantil. Quando o São Cristóvão atuou contra o Vasco da Gama pela categoria juvenil ele destacou-se, sendo no fim do jogo aconselhado a fazer um teste no próprio Cruzmaltino.

### Vasco da Gama
Com doze anos, Helton participou em mais um teste, passando com louvor, e ingressou na categoria juvenil do Vasco da Gama, onde seguiu até chegar à equipe profissional em 2000.
No ano de 1998, Helton estava na relação dos 30 inscritos que foram campeões da Copa Libertadores da América, além de ter feito parte do elenco que conquistou o Torneio Rio São Paulo em 1999. A sua promoção como titular à equipe profissional aconteceu num momento complicado para o Vasco da Gama que por problemas contratuais ficou sem o seu goleiro titular Carlos Germano algumas semanas antes de iniciar a sua participação no primeiro Mundial de Clubes organizado pela FIFA em 2000. A comissão técnica vascaína deu um voto de confiança ao jovem goleiro, que foi então convocado para assumir a titularidade, depois de ser reserva no ano anterior. Após alguns amistosos que marcaram o seu início como titular da equipe, Helton afirmou-se como uma opção segura para a disputa do Mundial de Clubes, onde enfrentaria equipes como Manchester United e Corinthians.
Em 2001, foi o goleiro do Vasco da Gama durante toda campanha do Campeonato Carioca daquele ano, sendo lembrado por estar sob a baliza durante o gol de falta de Dejan Petković, que deu o título do torneio ao Flamengo naquele ano. Naquele ano, foi suspenso por alguns dias pelo então presidente do clube, Eurico Miranda, após tentar driblar um adversário e discutir com um companheiro de time, o zagueiro Odvan, durante derrota do Vasco contra o Paraná.

### União Leiria e Porto

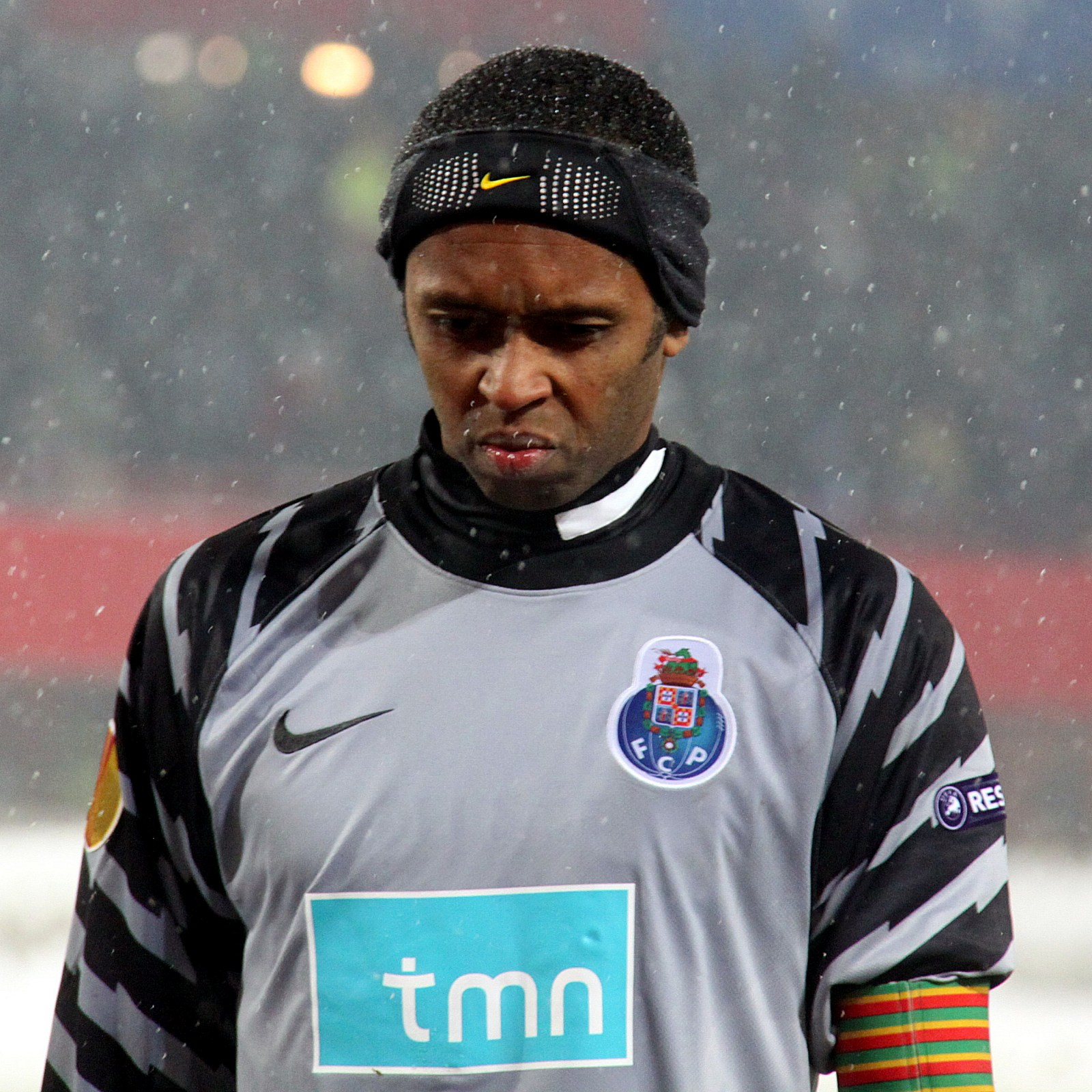
Helton, com a faixa de capitão, atuando pelo Porto em 2010

Após dois anos atuando pelo Vasco da Gama, com boas atuações que lhe renderam uma convocação para a disputa dos Jogos Olímpicos de 2000 pela Seleção Brasileira Sub-23, Helton deixou o clube carioca por problemas contratuais — o mesmo motivo do seu antecessor, Carlos Germano. No total, o jogador atuou em 178 partidas pelo clube carioca.
Não demorou muito para receber aparecer outros clubes brasileiros interessados, mas Helton acabou aceitando uma proposta de um clube português, e em 2002 transferiu-se para União de Leiria. A transferência teve um grande imbróglio, com o Vasco tentando impedi-la judicialmente, por alegar que ele havia assinado contrato antes da promulgação da Lei Pelé, mas que tal alegação não era válida — visto que ele já tinha mais de 23 anos, idade máxima que a idade abrangia.
Em 2005 acabou sendo contratado pelo Porto, onde fez centenas de jogos e acabou se tornando capitão da equipe.
No dia 12 de janeiro de 2014, Helton completou 300 jogos pelo clube.[carece de fontes?] Em 28 de junho de 2016, o clube português anunciou, através de comunicado publicado em seu site oficial, que o goleiro deixa a equipe "em decisão tomada de comum acordo".
Em outubro de 2020, o arqueiro anunciou o seu retorno da aposentadoria, após assinar contrato com o União de Leiria, após 15 anos de sua primeira passagem.

## Seleção Nacional
Pela Seleção Brasileira Sub-23, Helton foi convocado para a disputa das Olimpíadas de 2000, sob o comando de Vanderlei Luxemburgo. A campanha brasileira foi desastrosa, não conseguindo nem a medalha de bronze. Isto fez com que o goleiro ficasse afastado das convocações por seis anos.
Em 21 de setembro de 2006, agora sob o comando de Dunga, Helton teve uma oportunidade na Seleção Brasileira principal. Convocado para a Copa América de 2007, na qual o Brasil conquistou a competição, Helton não atuou em nenhuma partida — Doni foi o titular. Em 2009, ainda foi convocado novamente para disputar os jogos contra a Bolívia e a Venezuela, pelas Eliminatórias da Copa do Mundo de 2010, mas não chegou a entrar em campo.

## Vida pessoal
Helton também é conhecido por ter uma forte ligação com o mundo da música, principalmente com o samba. Desde 2015 faz parte de uma banda chamada Uzôme, onde atua como baterista.

## Títulos
Vasco da Gama
- Copa Libertadores da América: 1998
- Torneio Rio-São Paulo: 1999
- Taça Rio: 1999 e 2001
- Taça Guanabara: 2000
- Campeonato Brasileiro: 2000
- Copa Mercosul: 2000

Porto
- Primeira Liga: 2005–06, 2006–07, 2007–08, 2008–09, 2010–11, 2011–12 e 2012–13
- Taça de Portugal: 2005–06, 2008–09, 2009–10 e 2010–11
- Supertaça Cândido de Oliveira: 2006, 2009, 2010, 2011, 2012 e 2013
- Liga Europa da UEFA: 2010–11

Seleção Brasileira
- Torneio Pré-Olímpico: 2000
- Copa América: 2007